# Donya Guadalupe
Donya Guadalupe (Segona part d'Els pescadors de Sant Pol) és una quadre de costums en dos actes i en vers, original de Serafí Pitarra, pseudònim de Frederic Soler, música de Joan Pujadas, estrenat al teatre del Tívoli de Barcelona, la nit del 2 d'agost de 1870.
L'acció té lloc a la platja de Sant Pol de Mar.

## Repartiment de l'estrena
- D. Guadalupe: Adela Izaga
- Agneta: Teresa Vives
- Panxita: Enriqueta Alemany.
- Jan: Eduard Mollà.
- D. Pau: Ròmul Cuello
- Carles: Joan Maristany
- Domingo: Frederic Fuentes
- Met: Joaquim Roca
- Rap: Valldeperas
- Pescador 1r, pescador 2n, comparses.